# Îles Malouines aux Jeux du Commonwealth
Les îles Malouines (anglais : Falkland Islands) participent aux Jeux du Commonwealth depuis les Jeux de 1982 en Australie. Elles sont l'un des neuf territoires britanniques d'outre-mer à envoyer leur propre délégation d'athlètes aux Jeux (tandis qu'aux Jeux olympiques ils sont intégrés à la délégation britannique). 
En raison de leur population (3 000 habitants), les Malouines n'envoient qu'une petite délégation aux Jeux. En 1982 et 1986, le territoire avait pour seuls représentants deux participants aux épreuves de tir. En 1990, les coureurs Peter Biggs et William Goss portent seuls les couleurs des îles, prenant part au 10 000 mètres. Les équipes s'élargissent et se diversifient quelque peu après cela ; au total, des athlètes falklandais ont pris part à des épreuves d'athlétisme (course de fond), de badminton, de boulingrin et de tir. Il n'y ont jamais remporté de médaille.

## Athlètes
| Année | Athlètes masculins | Discipline                                                                                | Athlètes féminins                                        | Discipline                              |
| ----- | --- | ----------------------------------------------------------------------------------------- | -------------------------------------------------------- | --------------------------------------- |
| 1982  | Tony Petterson Gerald Cheek | Tir · Tir                                                                                 | -                                                        | -                                       |
| 1986  | J.S. Smith B. Summers | Tir · Tir                                                                                 | -                                                        | -                                       |
| 1990  | Peter Biggs William Goss | Athlétisme · Athlétisme                                                                   | -                                                        | -                                       |
| 1994  | Hugh Marsden Saul Pitaluga Kenneth Aldridge | Athlétisme · Tir · Tir                                                                    | Susan Whitney                                            | Tir                                     |
| 1998  | Hugh Marsden Douglas Clark William Chater Peter Diggle David Peck Graham Didlick Henry Mcleod Saul Pitaluga Derek Pettersson Christopher McCallum            | Athlétisme · Badminton · Badminton · Tir · Tir · Tir · Tir · Tir · Tir · Tir              | -                                                        | -                                       |
| 2002  | Doug Besley-Clark Christopher Eynon Graham Didlick Saul Pitaluga Derek Pettersson Gareth Goodwin                                                             | Badminton · Badminton · Tir · Tir · Tir · Tir                                             | -                                                        | -                                       |
| 2006  | Henry Mcleod Saul Pitaluga Kenneth Aldridge Christopher McCallum Gary Clement Stephen Dent                                                                   | Tir · Tir · Tir · Tir · Tir · Tir                                                         | -                                                        | -                                       |
| 2010  | Douglas Clark Michael Brownlee George Paice Gerald Reive Nevin Middleton Murray Middleton Gareth Goodwin Derek Goodwin Stephen Dent Saul Pitaluga Bono Mckay | Badminton · Badminton · Boulingrin · Boulingrin · Tir · Tir · Tir · Tir · Tir · Tir · Tir | Sofia Arkhipkina Laura Minto Anna Luxton Caren Middleton | Badminton · Badminton · Badminton · Tir |